# Préfecture autonome buyei et miao de Qiannan
La préfecture autonome buyei et miao de Qiannan (黔南布依族苗族自治州 ; pinyin : Qiánnán bùyīzú miáozú Zìzhìzhōu) est une subdivision administrative de la province du Guizhou en Chine. Son chef-lieu est la ville de Duyun.

## Subdivisions administratives
La préfecture autonome buyei et miao de Qiannan exerce sa juridiction sur douze subdivisions - deux villes-districts, neuf xian et un xian autonome :
- la ville de Duyun - 都匀市 Dūyún Shì ;
- la ville de Fuquan - 福泉市 Fúquán Shì ;
- le xian de Libo - 荔波县 Lìbō Xiàn ;
- le xian de Guiding - 贵定县 Guìdìng Xiàn ;
- le xian de Weng'an - 瓮安县 Wèng'ān Xiàn ;
- le xian de Dushan - 独山县 Dúshān Xiàn ;
- le xian de Pingtang - 平塘县 Píngtáng Xiàn ;
- le xian de Luodian - 罗甸县 Luódiàn Xiàn ;
- le xian de Changshun - 长顺县 Chángshùn Xiàn ;
- le xian de Longli - 龙里县 Lónglǐ Xiàn ;
- le xian de Huishui - 惠水县 Huìshuǐ Xiàn ;
- le xian autonome sui de Sandu - 三都水族自治县 Sāndū shuǐzú Zìzhìxiàn.